# Đorđe Simić (pesnik)
Đorđe Simić (Valjevo, 14. januar 1989) srpski je pesnik.

## Biografija
Studirao je na Fakultetu savremenih umetnosti u Beogradu.
Objavio je prvu zbirku pesama Pitomi vulkan uz podršku izdavača Nova poetika 2020. godine. Zbirka se našla u užem izboru za književnu nagradu "Srboljub Mitić" iste godine,
Učesnik i jedan od izabranih autora na više međunarodnih festivala. Pesme su mu prevođene na makedonski, engleski i španski jezik, te objavljivane u različitim antologijama, zbornicima, časopisima i na portalima u Srbiji i regiji.
U okviru dramskog studija Znakovi radio je na dramskim tekstovima koji su više puta nagrađivani na Festivalu pozorišnih igara dece i mladih Beograda.
Drugu zbirku pesama Bili smo dobri momci objavio je 2022. godine za izdavačku kuću Prometej, u okviru edicije Reka biblioteka.
Glavni i odgovorni urednik portala ‘Bludni stih’ koji svakog meseca objavljuje izbor regionalne ljubavne poezije u okviru elektronskog zbornika.

## Dela
- Pitomi vulkan (2020; 2021)  zbirka pesama, Nova poetika; bludni stih;
- Bili smo dobri momci (2022) zbirka pesama, Prometej